# Niutron NV
Le Niutron NV (chinois : 自游家NV ; pinyin : Zìyóujiā NV) est un SUV électrique de taille moyenne qui est produit par le constructeur chinois de véhicules électriques Niutron depuis 2022.

## Aperçu
La société Niutron et son premier modèle de production, le NV, ont été annoncés pour la première fois le 15 décembre 2021,. La version de production du NV a été révélée en mars 2022. Il est prévu d'entrer en production en septembre 2022 dans l'usine de production de Niutron à Canton.
En décembre 2022, Niutron annonce à ses clients ne pas être en mesure de livrer les près de 25 000 exemplaires commandés de son SUV. Dans la foulée, Niutron ferme ses concessions et rembourse ses clients. Cela est dû à l'évolution de la législation chinoise, entraînant la perte de la qualification de l'usine de Changzhou pour produire des voitures.

## Caractéristiques

### Batterie
Niutron n'a pas encore révélé de détails sur la batterie, mais selon Niutron, le NV aura un temps d'accélération de 0 à 100 km/h (0 à 62 mph) de 5,9 secondes. Niutron développe également un modèle hybride avec un moteur à combustion interne (MCI) agissant en tant que prolongateur d'autonomie pour alimenter la batterie.

### Intérieur
Au premier rang de l'intérieur du Niutron NV, il y a un grand écran tactile de 15,6 pouces (400 mm) sur la console centrale, ainsi qu'un tableau de bord numérique et de petits écrans situés au niveau des bouches d'aération pour la climatisation. Les sièges arrière disposent d'un autre écran plus grand pour la climatisation. Sur le toit se trouve un toit ouvrant panoramique de 1,7 m (5,6 pieds).